# Yéssica Mounton
Yéssica Sharit Mounton Gianella (30 gennaio 1988) è una modella colombiana, eletta Miss Bolivia 2011 e rappresentante della Bolivia a Miss Universo 2012.

## Biografia
Yéssica Mounton ha iniziato a partecipare ai concorsi di bellezza sin da bambina, e nel 2010 viene eletta "Dea della fortuna" Bingo Bahiti 2010, dopo aver gareggiato contro altre quattordici concorrenti.
Nel 2011 partecipa con la fascia di Miss Litoral a Miss Universo Bolivia 2011, ottenendo la prima posizione e venendo incoronata presso il Fexpo di Santa Cruz il 30 giugno. Al momento dell'elezione, Yessica Mounton ha dichiarato di voler rappresentare la propria nazione oltre i confini, mostrando la diversa bellezza della Bolivia.
In qualità di rappresentante ufficiale della Bolivia, la Mouton parteciperà alla sessantunesima edizione di Miss Universo.